# (11965) Катулл
(11965) Катулл (лат. Catullus) — астероид главного пояса, который был открыт 12 августа 1994 года бельгийским астрономом Эриком Эльстом в обсерватории Ла-Силья, Чили и назван в честь римского поэта Гая Валерия Катулла.

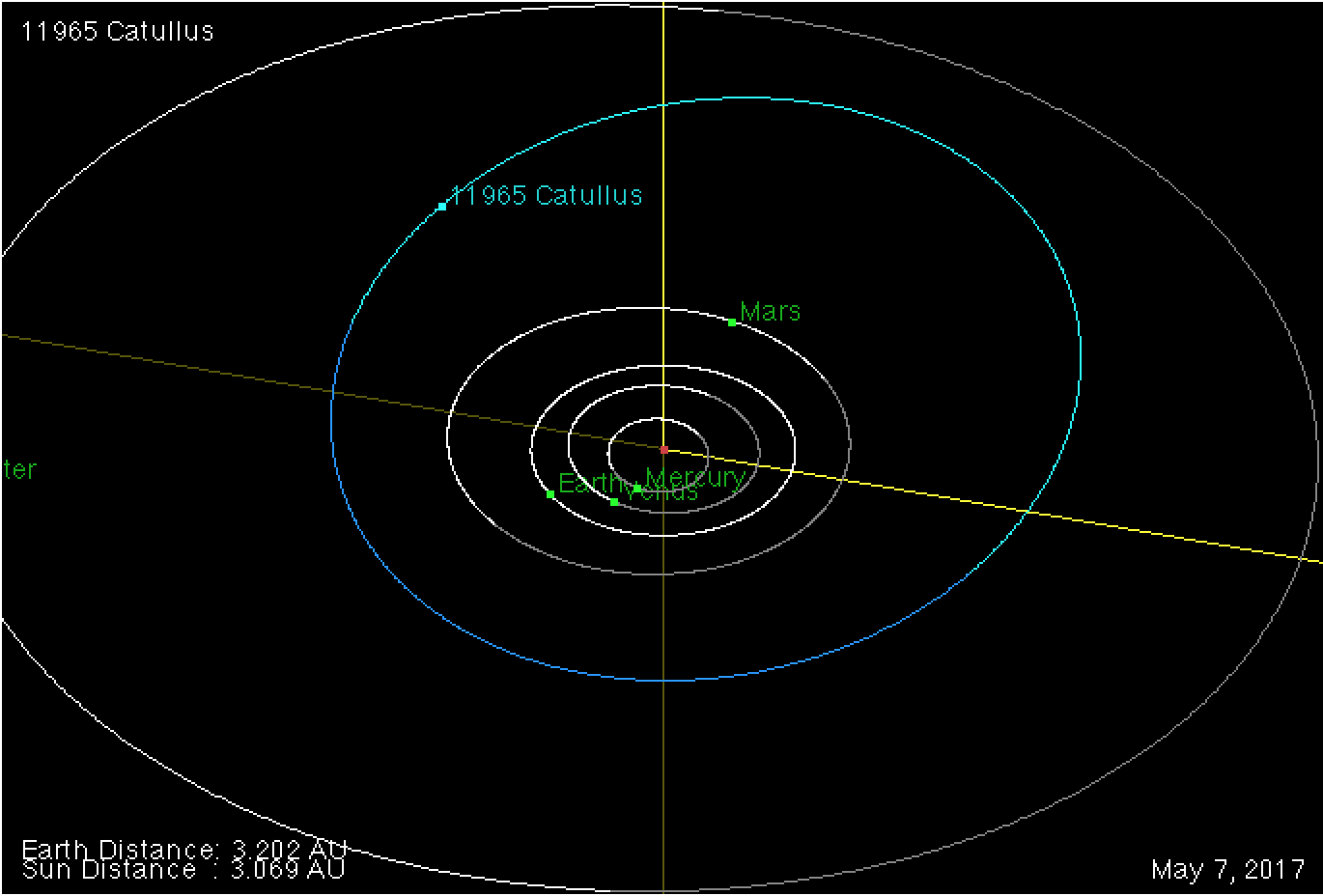
Орбита астероида Катулл и его положение в Солнечной системе